# Dero limosa
Dero limosa är en ringmaskart som beskrevs av Liedy. Dero limosa ingår i släktet Dero och familjen glattmaskar. Inga underarter finns listade i Catalogue of Life.